# Jane Swagerty
Jane Swagerty (n. 30 iulie 1951, Oakdale⁠(d), California, SUA) este o înotătoare ce a reprezentat Statele Unite ale Americii, medaliată olimpică. A participat la o ediție a Jocurilor Olimpice (1968) în care a câștigat două medalii de bronz.